# Веселик, Франц
Франц Йо́зеф Ве́селик (нем. Franz Josef Weselik; 20 апреля 1903, Вена — 15 марта 1962, там же) — австрийский футболист, нападающий. Двукратный чемпион Австрии, обладатель Кубка Митропы 1930.

## Клубная карьера
Франц Веселик был высоким и довольно мощным нападающим. На фоне многих своих партнёров и соперников, среди которых было немало выдающихся дриблёров, он выглядел, по отзывам современников, «несколько неуклюжим» в работе с мячом; однако обладал отличным рывком и голевым чутьём, завершая атаки порой из неожиданных положений, как правило, резким молниеносным ударом в одно касание, за что и получил прозвище «Молния» (нем. Blitz).
В уже тогда знаменитый венский «Рапид» он пришел в двадцатилетнем возрасте и успел поиграть с легендарными Йозефом Уридилом и Эдуардом Бауэром. Выступал за клуб на протяжении одиннадцати сезонов, сыграв около 500 матчей, в том числе 228 официальных, забивая в среднем по голу за игру.
Наивысшим достижением стал сезон 1929/30, когда «Рапид» стал чемпионом, а Веселик — лучшим бомбардиром первенства, прервав гегемонию знаменитого Антона Шалля из «Адмиры». В этом же сезоне команде наконец (после двух подряд проигранных финалов) покорился престижный трофей межвоенной Европы — Кубок Митропы, в финале которого была в драматичной борьбе обыграна пражская «Спарта» (2:0 в гостях с голом Веселика; 2:3 дома).
В составе «Рапида» Веселику довелось сыграть в ряде международных товарищеских матчей, которым в те времена придавалось важное значение: в 1925 году с уругвайским «Насьоналем» во время его европейского турне (1:2); в 1926 — с лондонским «Арсеналом» (3:3, Веселик открыл счет в матче); в 1930 — с «Аяксом» (16:2 с покером Веселика); в 1933 — с «Рейнджерс» (3:3 и 4:3, в каждом из матчей Веселик забил по голу).
В 1934 году Веселик, как и многие другие австрийские футболисты, решил попробовать свои силы в чемпионате Франции, став играющим тренером клуба «Мюлуз». Клуб занял 6-е место в сезоне, а сам Веселик стал третьим бомбардиром первенства с 24 голами. Всего во Франции Веселик провел три сезона.
В сезоне 1937/38 тренировал шведский клуб «Йёнчёпингс Сёдра». 
Закончил карьеру, сыграв осенью 1938 года несколько матчей за венский «Ред Стар» уже после аншлюса.

## Карьера в сборной
Лучшие годы Франца Веселика совпали с периодом наивысшего расцвета австрийского футбола и становления «Вундертим». В те времена австрийская сборная располагала рядом выдающихся форвардов мирового уровня, в числе которых были Маттиас Синделар, Антон Шалль, Фридрих Гшвайдль, Йозеф Адельбрехт. Тем не менее, несмотря на столь жёсткую конкуренцию, в команде находилось место и для Веселика, неизменно оправдывающего доверие тренера Хуго Майсля результативными ударами.
Дебют пришелся на матч с Венгрией (5:5) в 1928 году, в котором Веселик отметился хет-триком.
Участвовал в двух матчах сборной в Кубке Центральной Европы 1927/1930 (забил два гола), по результатам которого австрийская сборная заняла второе место.
Член «расширенного» состава «Вундертим» (сыграл два матча, забил два гола), где выступал на позиции правого инсайда, подменяя Фридриха Гшвайдля из «Фёрст».
В своих первых десяти матчах за сборную ни разу не уходил с поля без забитого мяча; только в последнем матче в 1933 году (в котором вновь соперниками были венгры) не сумел отличиться (всего забил 13 мячей). 
Также сыграл несколько матчей за сборную Вены.

## Достижения

### Командные достижения
«Рапид» (Вена)
- Чемпион Австрии (2): 1928/29, 1929/30
- Обладатель Кубка Австрии: 1927/28
- Обладатель Кубка Митропы: 1930
  - Финалист: 1927, 1928

Сборная Австрии
- Второе место на Кубке Центральной Европы: 1927/1930

### Личные достижения
- Лучший бомбардир чемпионата Австрии: 1930

## Статистика выступлений

### Клубная карьера
| Клуб             | Сезон            | Лига | Лига | Кубки | Кубки | Кубок Митропы | Кубок Митропы | Итого | Итого |
| Клуб             | Сезон            | Игры | Голы | Игры  | Голы  | Игры          | Голы          | Игры  | Голы  |
| ---------------- | ---------------- | ---- | ---- | ----- | ----- | ------------- | ------------- | ----- | ----- |
| Блу Стар (Вена)  | 1919/20          | 8    | 1    | 2     | 0     | -             | -             | 10    | 1     |
| Блу Стар (Вена)  | 1920/21          | -    | -    | -     | -     | -             | -             | 0     | 0     |
| Блу Стар (Вена)  | 1921/22          | 25   | 10   | 1     | 0     | -             | -             | 26    | 10    |
| Блу Стар (Вена)  | 1922/23          | 20   | 12   | 1     | 0     | -             | -             | 21    | 12    |
| Блу Стар (Вена)  | Итого            | 53   | 23   | 4     | 0     | 0             | 0             | 57    | 23    |
| Рапид (Вена)     | 1923/24          | 10   | 8    | 2     | 1     | -             | -             | 12    | 9     |
| Рапид (Вена)     | 1924/25          | 12   | 16   | 1     | 1     | -             | -             | 13    | 17    |
| Рапид (Вена)     | 1925/26          | 20   | 14   | 0     | 0     | -             | -             | 20    | 14    |
| Рапид (Вена)     | 1926/27          | 15   | 13   | 3     | 2     | -             | -             | 18    | 15    |
| Рапид (Вена)     | 1927/28          | 15   | 17   | 3     | 1     | 3             | 2             | 21    | 20    |
| Рапид (Вена)     | 1928/29          | 20   | 12   | 6     | 14    | 8             | 7             | 34    | 33    |
| Рапид (Вена)     | 1929/30          | 20   | 24   | 4     | 6     | 5             | 6             | 29    | 36    |
| Рапид (Вена)     | 1930/31          | 17   | 16   | 6     | 6     | 6             | 3             | 29    | 25    |
| Рапид (Вена)     | 1931/32          | 20   | 21   | 4     | 8     | 0             | 0             | 24    | 29    |
| Рапид (Вена)     | 1932/33          | 20   | 15   | 0     | 0     | 0             | 0             | 20    | 15    |
| Рапид (Вена)     | 1933/34          | 6    | 2    | 2     | 1     | 0             | 0             | 8     | 3     |
| Рапид (Вена)     | Итого            | 175  | 158  | 31    | 40    | 22            | 18            | 228   | 216   |
| Мюлуз            | 1934/35          | 27   | 24   | 3     | 4     | -             | -             | 30    | 28    |
| Мюлуз            | 1935/36          | 25   | 14   | 2     | 3     | -             | -             | 27    | 17    |
| Мюлуз            | 1936/37          | 8    | 3    | 1     | 1     | -             | -             | 9     | 4     |
| Мюлуз            | Итого            | 60   | 41   | 6     | 8     | 0             | 0             | 66    | 49    |
| Ред Стар (Вена)  | 1938/39          | 3    | 3    | 0     | 0     | -             | -             | 3     | 3     |
| Ред Стар (Вена)  | Итого            | 3    | 3    | 0     | 0     | 0             | 0             | 3     | 3     |
| Всего за карьеру | Всего за карьеру | 291  | 225  | 41    | 48    | 22            | 18            | 354   | 291   |

Источник:
- Ambrosius Kutschera. Saisonübersicht (нем.). AustriaSoccer.at. Дата обращения: 27 декабря 2021.

### Матчи за сборную Австрии
| №                | Дата             | Место проведения | Соперник         | Счёт | Голы            | Соревнование                       |
| ---------------- | ---------------- | ---------------- | ---------------- | ---- | --------------- | ---------------------------------- |
| 1                | 6 мая 1928       | Будапешт         | Венгрия          | 5:5  | Гол · Гол · Гол | Товарищеский матч                  |
| 2                | 17 октября 1928  | Вена             | Венгрия          | 5:1  | Гол             | Кубок Центральной Европы 1927/1930 |
| 3                | 17 марта 1929    | Прага            | Чехословакия     | 3:3  | Гол · Гол       | Товарищеский матч                  |
| 4                | 7 апреля 1929    | Вена             | Италия           | 3:0  | Гол             | Кубок Центральной Европы 1927/1930 |
| 5                | 5 мая 1929       | Вена             | Венгрия          | 2:2  | Гол             | Товарищеский матч                  |
| 6                | 15 сентября 1929 | Вена             | Чехословакия     | 2:1  | Гол             | Товарищеский матч                  |
| 7                | 21 сентября 1929 | Вена             | Венгрия          | 2:3  | Гол             | Товарищеский матч                  |
| 8                | 16 ноября 1930   | Вена             | Швеция           | 4:1  | Гол             | Товарищеский матч                  |
| 9                | 11 декабря 1932  | Брюссель         | Бельгия          | 6:1  | Гол             | Товарищеский матч                  |
| 10               | 12 февраля 1933  | Париж            | Франция          | 4:0  | Гол             | Товарищеский матч                  |
| 11               | 30 апреля 1933   | Будапешт         | Венгрия          | 1:1  | -               | Товарищеский матч                  |
| Всего за карьеру | Всего за карьеру | Всего за карьеру | Всего за карьеру | 11   | 13              |                                    |